# Louise Bertin
Pour les articles homonymes, voir Bertin.
Louise-Angélique Bertin, née le 15 janvier 1805 à Roches (hameau près de Bièvres, Essonne) et morte le 26 avril 1877 à Paris, est une poétesse et compositrice française.

## Biographie

### Jeunesse et études
Louise Bertin naît à Bièvres dans la propriété familiale, dont elle hérite plus tard. Elle est la fille de Louis-François Bertin, directeur du Journal des débats, et de Geneviève-Aimée-Victoire Boutard. Avec l'arrêt momentané de son activité de journaliste par la suppression de la presse indépendante en 1811 et de l'infirmité de Louise, atteinte de poliomyélite, incapable de toute activité physique, son père s'occupe personnellement de l'éducation de l'enfant. Sa mère, qui était pianiste, lui enseigne sans doute l'instrument,. Elle grandit dans un milieu artistique et littéraire. Son énergie est canalisée dans la peinture et la poésie ainsi que la musique. Dans une lettre envoyée par son frère, elle possédait une certaine maîtrise de la musique à l'âge de quatorze ans.
Elle se forme en privé auprès de François-Joseph Fétis pour le chant, ainsi qu'à la tradition des compositions de style italien. Pour le contrepoint elle se tourne vers Antoine Reicha — un ami de Haydn, dans la mouvance allemande des compositions de Mozart, Beethoven et Weber — également professeur de Berlioz et de Liszt. L'influence d'Antoine Reicha est probablement la plus prégnante, cette dernière portant par exemple sur l'emploi de carrures irrégulières, des modulations inattendues ou bien un usage important des instruments à vents.
Lors d'une représentation privée au château des Roches en 1825, Louise Bertin fait jouer Guy Mannering, inspiré du roman homonyme de Walter Scott. Cependant l'œuvre est considérée comme un travail d'apprentie compositrice, puisqu'elle n'a alors que vingt ans et n'a pas fini ses études musicales,.

### Carrière
Les œuvres principales de Louise Bertin, sont un opéra comique (Le Loup-garou) et deux opéras proche du grand opéra, Fausto (1831), ainsi que La Esmeralda (1836), donné à l’Opéra, avec Cornélie Falcon dans le rôle-titre. L'œuvre n'est jouée que six fois, lors de représentations houleuses dues aux querelles politiques dirigées contre le Journal des débats fondé par son père Louis-François Bertin. Le livret écrit par Victor Hugo à partir de son drame Notre-Dame de Paris est également sous le coup de la censure (d'où le changement de titre) : Victor Hugo est alors un poète avec de nombreux détracteurs. Franz Liszt réalise une réduction chant et piano de l'œuvre,.
Louise Bertin ne jouit pas de la reconnaissance due à la qualité de ses compositions, en raison aussi de la condescendance des critiques envers une femme handicapée (à la suite d'une poliomyélite, elle se déplace avec des béquilles) qui voient dans ses compositions des « consolations à ses infirmités physiques » (journal Le Siècle), alors que Berlioz, qui dirige les répétitions à l'Opéra, atteste dans sa correspondance des qualités musicales et des nouveautés harmoniques d'une œuvre qu'il qualifie de « virile, forte et neuve ». Si « l’opéra survole largement les productions lyriques de l’époque », l'échec de La Esmeralda détourne la compositrice de la scène.
On lui doit également douze cantates, quelques œuvres instrumentales dont six ballades pour piano, cinq symphonies de chambre (toutes restées en manuscrits), ainsi que, dans le domaine de la poésie, deux recueils de vers.
Elle est notamment citée dans La Gazette des femmes comme femme de lettres et musicienne, citant ses trois principaux opéras, ses recueils de poèmes ainsi que quelques œuvres de musique de chambre et des mélodies.

## Œuvre

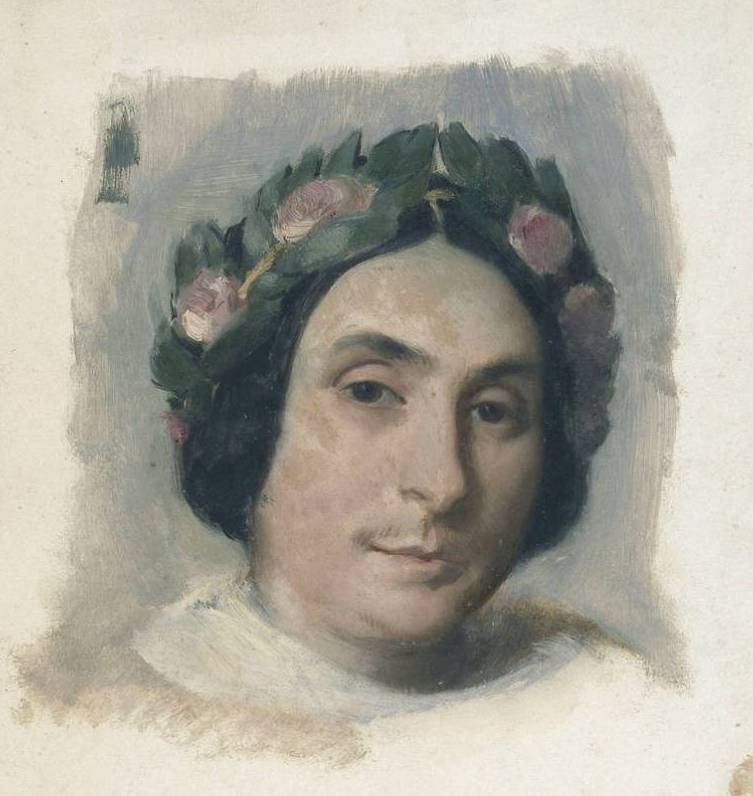
Louise Bertin par Victor Mottez, vers 1840.

### Compositions

#### Opéras
- Guy Mannering, opéra comique en trois actes, livret de la compositrice d'après l'ouvrage éponyme de Walter Scott, créé à Bièvres, 1825
- Le Loup-garou, opéra comique en un acte, livret d'Eugène Scribe et Édouard-Joseph-Ennemond Mazères, créé à l'Opéra Comique, 1827
- Fausto, opéra semi-seria en quatre actes, livret de la compositrice d'après Faust de Goethe, créé au Théâtre italien de Paris, 1831
- La Esmeralda, opéra en quatre actes, livret de Victor Hugo d'après son roman Notre-Dame de Paris, créé à l'Opéra de Paris, 1836[16]

#### Autres
- Trio avec piano, op. 10 (éd. Schoenenberger 1875)[17]
- Six Ballades (1842)
- 5 symphonies de chambres (inédites)[18]
- L'Hirondelle (rêverie), paroles d'Alphonse de Lamartine, 1877
- Reviens !, fantaisie pour piano sur une romance de M. L. M., 1878

### Poésies
- Les Glanes ; A. René, 1842. Recueil couronné par l'Académie française[19] [lire en ligne]
- Nouvelles Glanes ; Charpentier, 1876

## Œuvres mises en musique
Par Charles Gounod :
- Si la mort est le but, pour contralto, 1866.

Par Maurice Desrez :
- Si la mort est le but, pour contralto, 1921.

Par Napoléon Henri Reber :
- L'amour (Dans le sentier, la violette).

## Hommages
Hector Berlioz lui a dédié la première version, pour chant et piano, de son cycle de mélodies Les Nuits d'été, op. 7, en 1841.

### Sources anciennes
- Hector Berlioz, « Académie royale de musique: La Esmeralda », dans Revue et gazette musicale de Paris, no 3, 1836, p. 409–411.
- Henri Blaze de Bury, « La musique des femmes : Mlle Louise Bertin », Revue des deux mondes, Paris, t. 8,‎ 1836, p. 611–625 (lire sur Wikisource).
- Hector Berlioz, « Six ballades par Mlle Louise Bertin », dans Journal des débats, 13 avril 1842.
- Hector Berlioz, Mémoires, chapitre XLVIII (éd. 1870) [lire en ligne].
- François-Joseph Fétis, Biographie universelle des musiciens et bibliographie générale de la musique. [vol. 1], Paris, Librairie Firmin Didot, 1866–1868, 522 p. (OCLC 614247299, lire en ligne), p. 384
- Georges D’Heylli, Gazette anecdotique, littéraire, artistique et bibliographique, t. 3, Paris, Librairie des Bibliophiles 1877, p. 336.
- Michel Brenet, « Quatre femmes musiciennes » : Louise Bertin, L’Art 2e série, tome 4 (1894), p. 177-183, [lire en ligne].
- Alphonse Séché, Les Muses françaises : Anthologie des femmes poètes, Paris, L. Michaud, 1908, 408 p. (lire en ligne), p. 261 sqq.

### Ouvrages modernes
- (en) Denise Lynn Boneau, Louise Bertin and Opera in Paris in the 1820s and 1830s, Université de Chicago, 1989 (OCLC 470702441, BNF 41406698).
- (de) Rémy Campos, « Bertin, Louise », dans MGG Online, Bärenreiter et Metzler, 1999.
- (en) Hugh Macdonald, « Bertin, Louise  », dans Grove Music Online, Oxford University Press, 2001.  .
- Joël-Marie Fauquet, « Bertin, Louise-Angélique », dans Dictionnaire de la musique en France au XIXe siècle, Fayard, 2003, xviii-1406 (ISBN 2-213-59316-7, OCLC 936927646, BNF 39052242), p. 137–138.
- Arnaud Laster, « Bertin, famille », dans Pierre Citron et Cécile Reynaud (dir.), Dictionnaire Berlioz, Paris, Fayard, 2003, 616 p. (ISBN 2-213-61528-4, OCLC 231979662, BNF 39086596), p. 72–75
- Florence Launay, Les Compositrices en France au XIXe siècle, Paris, Fayard, 2006, 544 p. (ISBN 2-213-62458-5, OCLC 191078494, BNF 40145281), p. 34–35, 414–422.
- Matéo Crémades, « Louise Bertin - Une compositrice sous Louis-Philippe », dans Florence Launay, Jérôme Dorival, Muriel Boulan, Anne-Charlotte Rémond, Beatrix Borchard, Sébastien Troester, Les compositrices au siècle de Pauline Viardot, Paris, Palazzetto Bru Zane, 20 avril 2013.